# Zeitschrift für Jugendkunde
Die Zeitschrift für Jugendkunde (ZfJ) war zusammen mit der Zeitschrift für Kinderforschung und der Zeitschrift für Pädagogische Psychologie von 1931 bis 1935 das Hauptorgan der jugendkundlichen Forschung. Von 1931 bis 1933 erschien sie als Vierteljahrsschrift für Jugendkunde und erhielt 1934 nach einer Veränderung von Konzeption und Erscheinungsweise ihren neuen Namen.

## Geschichte
Die Vierteljahrsschrift für Jugendkunde erschien erstmals im Jahr 1931 im Verlag Julius Klinkhardt. Herausgeber war der Pädagogik-Professor Otto Tumlirz von der Universität Graz. Die Zeitschrift erschien zunächst vierteljährlich. Ab 1933 kam Psychologie-Professor Friedrich Sander von der Universität Jena als Mitherausgeber hinzu. Im 4. Jahrgang 1934 wurde die Erscheinungsweise auf zwei Monate umgestellt und der Name dementsprechend auf Zeitschrift für Jugendkunde abgeändert. Auch wurden konzeptionell neue Wege beschritten. Im Jahr 1935 erschien lediglich eine Jahresausgabe, die den „Stand der Jugendkunde in den Ländern europäischer Kultur“, so auch der Titel des Publikation, widerspiegeln sollte. Anschließend wurde die Zeitschrift ohne nähere Angaben eingestellt.

## Inhalt
Die Jugendforschung war zu dieser Zeit eine noch sehr junge Disziplin. Von Otto Turmlitz wurde die Zeitschrift ersonnen, um den gesamten Bereich der Jugendkunde darzustellen sowie eine sinnvolle Anknüpfung an die Fachwissenschaften seiner Zeit herzustellen. Die Zeitschrift enthielt dementsprechend vier grundlegende Abteilungen:

I. Geistige Strömungen

II. Fortschritte der Forschung

III. Angewandte Jugendkunde (Kasuistik, also Fallbeschreibungen)

IV. Schrifttum (damit gemeint waren Buch- und Zeitschriftenrezensionen)
Im ersten Jahrgang schrieben unter anderem Édouard Claparède über funktionelle Psychologie, Edward Lee Thorndike über Lernpsychologie, Theodor Heller über Verwahrlosung sowie Friedrich Glaeser über das pädagogische Verhältnis zur Jugendkunde. Weitere Autoren waren Alfred Adler und Rudolf Aller.
Zu einer ersten Erweiterung kam es 1933, als die Angewandte Jugendkunde mehr Platz einnahm. Diese wurde nun ihrerseits unterteilt in Kriminalbiologie und forensische Psychologie der Jugendlichen, Psychopathische Jugend und Angewandte Jugendkunde im Bereich der Erziehung. Die Machtergreifung führte ab 1933 zunächst die Kriminalisierung der Thematik als neuen Schwerpunkt ein, wobei nun mit Ferdinand Sauer ein Reichsdeutscher als Mitherausgeber geführt wurde.
1934 wurde die Zeitschrift einer Neukonzeption unterzogen. Neue Mitarbeiter kamen ins Team und es wurde eine Art wissenschaftlicher Beirat auf dem Titel geführt. In der erweiterten Schriftleitung waren nun Psychologen, Pädagogen, Berufskundler, Psychiater und Kriminalbiologen vertreten. Dazu gehörte Kriminologe Ernst Seelig, Psychopathologe Rudolf Michel, der Berufspsychologe Albert Huth, Reformpädagoge Peter Petersen sowie der Hamburger Psychologe Gustaf Deuchler. Letztere beiden waren als Antisemiten bekannt.
Vor dem Hintergrund des neuen Zeitgeistes wurde die Rubrik „Geistige Strömungen“ fallen gelassen. Stattdessen kam die Rubrik „Stellung der jüngeren Generation“ hinzu. Auch in der Zielsetzung ging es nun nicht mehr um die Internationalität in der Forschung, sondern darum, ein Bild der deutschen politischen Jugend zu zeichnen, im Sinne ihrer Mythologisierung und Heroisierung, ganz im Sinne des Volkstums. Dementsprechend wurden als neue Autoren Vertreter der Nationalsozialisten gewählt. Die Artikel umfassten nun Aufsätze über die neue rechte Jugendkultur. So schrieb Petersen über die „Psychologische Bedeutung der politischen Symbole“ oder Herbert Sailer über das Kameradschaftshaus.
1935 erschien lediglich ein Jahresband, das in der Hauptsache von Tumlirz konzipiert war, der mit der neuen Ausrichtung der Zeitschrift nicht einverstanden war, sich aber nicht gegen Sander durchsetzen konnte. Der Jahresband war ein letztes Aufbegehren gegen die nationalsozialistische Jugendverherrlichung, die eine Jugendforschung nach Tumlirz’ Verständnis unmöglich machte. Der Sammelband ließ internationale Jugendkundler Europas ihre neuesten Erkenntnisse vorstellen. Es war gleichzeitig der letzte Band der Zeitschrift. Über die Gründe wurde mehrfach spekuliert. Vermutlich waren sie nicht alleine auf den Dissens zwischen Tumlirz und Sander zurückzuführen, sondern hatte auch mit dem Tod des Verlegers Wilhelm Julius Klinkhardt zu tun.